# Belle Delphine
Mary-Belle Kirschner (* 23. Oktober 1999 in Kapstadt, Südafrika), besser bekannt unter ihrem Künstlernamen Belle Delphine, ist ein britisches E-Girl, Instagram-Model, Pornodarstellerin und Webvideoproduzentin. Im Jahr 2019 geriet sie durch den Verkauf ihres Badewassers international in die Schlagzeilen.

## Leben
Mary-Belle Kirschner kam 1999 als Tochter eines Südafrikaners und einer Britin in Südafrika zur Welt. Später wanderte sie mit ihrer Mutter in das Vereinigte Königreich aus. Dort besuchte Kirschner eine öffentliche Schule in der Nähe von Lymington, England, von der sie im Alter von 14 Jahren abging. Danach lebte sie in einer Wohngemeinschaft und arbeitete als Kellnerin, Kindermädchen und Barista, während sie zugleich damit begann, erste Selfies auf ihrer Facebook-Seite zu veröffentlichen.

## Karriere
Kirschner meldete sich 2015 auf der Foto-Sharing-Website Instagram und ein Jahr später auf dem Videoportal YouTube an. Im August 2016 lud sie ihr erstes selbsterstelltes Video hoch, das ein Make-up-Tutorial zeigt. 2018 fing sie damit an, via Instagram regelmäßig Fotos von sich als „schräge Elfe“ oder „Katzenmädchen“ zu teilen und setzte dabei auf Accessoires wie pinke Perücken und halterlose Strümpfe. Mit Cosplay-Fotos als Harley Quinn oder D.Va (Overwatch) versuchte sie, vor allem in der Gaming-Szene bekannt zu werden. Darüber hinaus produzierte sie vermehrt NSFW-Inhalte, die sie auf ihrer Patreon-Seite als „lewd content“ anbietet. Im Laufe des Jahres 2019 stieg die Zahl ihrer Instagram-Follower auf 4,5 Millionen und jene der Patreon-Unterstützer auf über 4000.
Im Juni 2019 versprach die mittlerweile für ihre Ahegao bekannte Delphine, für eine Million Likes einen Pornhub-Account anzulegen. Sie löste das Versprechen zwar ein, enttäuschte aber viele Fans, indem sie lediglich nicht-pornografisches Material mit zweideutigen Titeln hochlud, darunter ein Video namens PEWDIEPIE goes all the way INSIDE Belle Delphine, in dem sie mit aufgesetzten Katzenohren ein Foto des schwedischen YouTubers PewDiePie verspeist. Dennoch gewann sie am Ende des Jahres den Award in der Kategorie „Top Celebrity“.
Inspiriert durch scherzhafte Kommentare einiger Fans bot Belle Delphine ab dem 1. Juli 2019 ihr eigenes Badewasser in Einmachgläsern zu je 24 Pfund zum Verkauf an. Das bizarre Produkt namens GamerGirl Bath Water war nach drei Tagen ausverkauft und brachte der 19-Jährigen weltweit mediale Aufmerksamkeit ein. Zwei Wochen später löschte Instagram ihren Account mit der Begründung, er würde gegen die Community-Richtlinien verstoßen.
Danach wurde Belle Delphine in den sozialen Medien abnehmend aktiv. Im Herbst behauptete sie, von der Polizei festgenommen worden zu sein, nachdem sie das Auto einer Person beschmiert habe, die während einer Party ihren Hamster gestohlen hatte. Im Juni 2020 gab sie mit einem skurrilen, ästhetisch an 6ix9ines Gooba angelehnten Rapsong via YouTube ein Comeback und kündigte zugleich neue Aktivität auf Instagram und TikTok sowie ein eigenes Onlyfans an. Als Grund für ihre monatelange Online-Abstinenz nannte sie Verletzungen, die sie sich angeblich bei einem Sprung vom Dach in ein Planschbecken zugezogen hatte. Im Dezember 2020 lud sie das erste Mal Hardcore-Pornografie auf ihrem Onlyfans-Account hoch.

## Stil und Rezeption

Ahegao (2020)

Kirschner, die aufgrund ihrer ausschließlichen Online-Präsenz als E-Girl bezeichnet wird, überspitzt mit ihrer Belle-Delphine-Persona das moderne Stereotyp des „Gamer Girls“, eines jungen, unschuldigen und sexhungrigen Mädchens, das als weiblicher Gegenpart zu den überwiegend männlichen Gaming-Nerds fungieren soll. Spätestens seit ihrem Badewasserverkauf wird die ästhetisch zwischen Kawaii und Hentai angesiedelte Delphine – EJ Dickson fasste ihr Aussehen unter dem Begriff „Alien Disney princess porn star“ zusammen – medial breit rezipiert. Neben Szenemagazinen wie Kotaku berichteten auch Mainstream-Medien wie Business Insider, Guardian, Vice oder Rolling Stone über das ungewöhnliche Geschäftsmodell. Unterschiedliche Publikationen kategorisieren Belle Delphine als Internet-Troll und ihre bizarren, polarisierenden Aktionen als Stunts.

## Kritik und Kontroversen
Während viele Kommentatoren in ihrem Content ironische und satirische Elemente erkennen, vertreten andere die Meinung, sie würde sexistische Klischees und Fetische bedienen und ihre Anhänger damit bewusst manipulieren.
Mit steigender Popularität nahmen Kontroversen um Kirschner zu. So wird sie etwa aufgrund ihres an die japanische Popkultur angelehnten Cosplays der kulturellen Aneignung oder gar des Rassismus bezichtigt. Ebenso wird ihr die Erotisierung junger Mädchen vorgeworfen. Nachdem sie angefangen hatte, sexuelle Inhalte hochzuladen, wurden Vorwürfe laut, sie habe bereits als Minderjährige Nacktfotos ihrer Konkurrenz ohne deren Einwilligung als ihre eigenen ausgegeben. Auch wegen ihrer aggressiven Marketingstrategie gilt sie in der Sexindustrie als umstritten. Im Februar 2019 sorgte Kirschner mit einem – mittlerweile gelöschten – Instagram-Video für Aufregung, das sie mit einer Waffe in der Hand zu einem Song über Selbstmord tanzend zeigt. Kurz darauf kamen Gerüchte auf, sie sei verstorben. Ein weiteres kontroverses, via YouTube veröffentlichtes Video namens Meet my best friend zeigt sie mit einem toten Oktopus mit aufgesetzten Glubschaugen spielend.
Kritiker werfen Kirschner außerdem vor, sie spreche gezielt ein pädosexuelles Marktsegment an, indem sie als Lolicon auch Entführungs- und Vergewaltigungsfantasien darstelle, während sie mit Teddybär und Schulmädchenoutfit gleichzeitig das Kindchenschema bediene. Wie die ehemalige Mode-Influencerin, die mittlerweile Millionärin ist, als E-Girl mit moralischen Grenzen umgeht und dabei Pornografie mit anderen Elementen mischt, ist umstritten.

## Auszeichnungen
- Platz 89 der Business Insider UK Tech 100[15]
- Pornhub Award 2019 in der Kategorie Top Celebrity